# Loxostigma brevipetiolatum
Loxostigma brevipetiolatum là một loài thực vật có hoa trong họ Tai voi. Loài này được W.T. Wang & K.Y. Pan mô tả khoa học đầu tiên năm 1982.